# Зараут-Сай
Зарау́т-Сай (Зараутсай) — ущелье в юго-западных отрогах Гиссарского хребта в Узбекистане, где были найдены наскальные рисунки эпох мезолита и неолита, а также более поздние изображения.
Рисунки, нанесённые охрой, были обнаружены на скальных навесах, в нишах и небольших гротах. Исследовались Гавриилом Васильевичем Парфёновым в 1940—1945 и Александром Александровичем Формозовым в 1964 году. Главный сюжет рисунков — охота людей с собаками на диких быков, джейранов, козлов и кабанов.
Некоторые более поздние рисунки имеют надписи на арабском языке.